# Pachakutik
Movimiento de Unidad Plurinacional Pachakutik – Nuevo País (MUPP-NP) ist eine Partei in Ecuador, die mit der indianischen Dachorganisation CONAIE verbündet ist und die Interessen der indigenen Bevölkerung ganz Ecuadors vertritt. Der Name leitet sich vom Kichwa-Wort Pachakuti ab, was „Zeitenwende“ bedeutet.
Die Partei wurde am 19. Mai 1996 gegründet und ist seit den darauf folgenden Parlamentswahlen ununterbrochen mit mehreren Abgeordneten im Nationalkongress vertreten, darunter Luis Macas, bis 1996 Vorsitzender der CONAIE, und die Rechtsanwältin Nina Pacari.
In der Folgezeit gelang es der Partei auch, mehrere Bürgermeisterämter zu erobern, so durch die Gründungsmitglieder Auki Tituaña in Cotacachi (1996) sowie Mario Conejo Maldonado in Otavalo (2000). Bei den Kommunalwahlen 2004 siegte Pachakutik bereits in 17 Municipios.
Aufsehen erregte Pachakutik, als sie mit Luis Macas als Landwirtschaftsminister und Nina Pacari als Außenministerin 2002 eine Koalition mit der Partido Sociedad Patriótica von Lucio Gutiérrez einging und diese nur 3 Monate später wieder verließ, was langfristig zum Sturz Gutiérrez' führte, der in der Folgezeit wechselnde instabile politische Bündnisse einging.
Das ungeklärte Verhältnis zu den Regierungen Ecuadors, so auch zum Ende 2006 gewählten Präsidenten Rafael Correa, führte zu einer Schwächung der Partei. Eine Reihe von Politikern verließ die Partei wieder, so auch Otavalos Bürgermeister Mario Conejo Maldonado. Bei folgenden Wahlen erlitt Pachakutik einige Rückschläge, so bei den Präsidentschaftswahlen 2006 und den Kommunalwahlen 2009.